# L'Algérino
Samir Djoghlal (Marseille, 2 mei 1981), ook wel bekend als L'Algérino (De Algerijn), is een Franse rapper van Algerijns-Berberse afkomst. Hij groeide op in de wijk La Savine in het noorden van de Franse stad Marseille.

## Biografie
Samir's ouders zijn afkomstig van de Chaoui-stammen in Algerije, meer bepaald uit de stad Khlenchela. Zelf werd hij geboren in Frankrijk. Hij wou eerst een carrière als ingenieur of wiskundeleraar opbouwen, maar koos er uiteindelijk voor om het in de muziekwereld te maken. Hij tekende een contract bij 361 Records en bracht het album Les Derniers seront les premiers uit, waarop hij samenwerkt met Soprano, Akhenaton, Shurik'N en Psy 4 de la Rime.

## Discografie

### Albums
- 2005: Les Derniers Seront Les Premiers (361 Recordz)
- 2007: Mentalité Pirate (Six-O-Nine Productions)
- 2010: Effet Miroir (WEA)
- 2018: Qsbor